# Тодор Стевановић
Тодор Стевановић (Залужње код Лесковца, 9. март 1937) српски је сликар и академик.

## Биографија
Завшио је основне студије у класи Ђорђа Андрејевића Куна и магистарске студије под менторством Недељка Гвозденовића, на Адемији ликовних уметности Универзитета уметности у Београду.
Поред сликарства бави се: цртежом, графиком, филмом, керамиком, мозаиком, алтернативама слободног медија, ликовном критиком, теоријом уметности, филозофијом и књижевношћу.
Он самостално излаже од 1956. а учествује на колективним изложбама од 1962.
Стевановић је представљао Југославију на Венецијанском бијеналу 1999. године.
За потребе изложбе постављене у Галерији САНУ током 2010. Стевановић је креирао каталог изложбе под насловом „Аутобиографија”, која је преведена на 15 језика.
Његова дела налазе се у Народном музеју, Музеју савремене уметности и Музеју града у Београду, музејима држава бивше Југославије те у Енглеској, Данској, Холандији, Белгији, Шпанији, Шведској, Аустрији, Русији, Канарским острвима, Аустралији, Јужној Америци, САД, Канади, Аустралији.
Члан је УЛУС-а, УКС-а и редовни члан одељења уметности САНУ.

## Награде и признања
- Прва награда за цртеж на изложби Београдског универзитета (1959)[1]
- Прва награда за цртеж на изложби поводом 4. априла, Дана студената, Београд (1959)[1]
- Награда Ликовне јесени за слику на изложби „Поетска фантастика“, Сомбор (1967)[1]
- Прва награда за слику на изложби „Цвеће“, Београд (1969)[1]
- Награда на 2. изложби југословенског портрета (1971)[1]
- Награда Ликовне јесени за цртеж на IV тријеналу савременог југословенског цртежа, Сомбор (1972)[1]
- Награда „Љубиша Јоцић“ за мапу цртежа Тодор, Београд (1981)[1]
- Плакета „3латно перо Београда“, Београд (1984)[1]
- Вукова награда (1992)[1]
- Прва награда за цртеж на изложби „Београдски цртеж“, (1993)[1]
- Grand prix на изложби „Цртеж и мала пластика“ (1995)[1]
- Награда Октобарског салона, Београд (1996)[1]
- Друга награда на Петом међународном бијеналу уметности минијатуре, Горњи Милановац (1998)[1]
- Награда Удружења „Лада“ (2012)[1]

## Самосталне изложбе
- Београд: Изложба акварела и цртежа. Школа Јосиф Панчић, 1956.[5]
- Ада Циганлија: Изложба цртежа у слободном простору (са М. Нешићем), 1958.[5]
- Манастир св. Јован Бигорски: Изложба слика и цртежа (са Г. Чемерским и С. Шемовим), август, 1960.[5]
- Скопје: Тодор 1965. Галерија Работнички дом, 11 - 20. април, 1965.[5]
- Ниш: Тодор Стевановић и Столе Стојковић. Изложбени павиљон у Тврђави, мај, 1965.[5]
- Београд: Цртеж: посвећен Роберту Струду ”птичијем човеку” заточенику Алкатраза. Графички колектив, 11-20. јун (са Ф. Буловићем), 1965.[5]
- Јадранска обала: Путујућа изложба, август (са С. Стојковићем), 1966.[5]
- Ниш: Т. Стевановић. Продајни салон, 1-12. децембар, 1966.[5]
- Београд: Стевановић, Тркуља, Шерцар, Чемерски: Љути цртеж. Галерија Графички колектив, 1-10. фебруар, 1966.[5]
- Београд: Д. Ђорђевић, Тодор Стевановић. Галерија Коларчевог народног универзитета, 2-13 март, 1967.[5]
- Београд: Тодор Стевановић: Слике. Галерија Дома омладине, 20. новембар - 9. децембар, 1968.[5]
- Београд: Тодор Стевановић: Цртежи. Галерија Графички колектив, 20. новембар - 5. децембар, 1968.[5]
- Штип: Тодор Стевановић. Работнички универзитет, 1-15. мај, 1968.[5]
- Београд: Пакао [поводом промоције књиге Вите Марковића]. Дом омладине, октобар, 1969.[5]
- Београд: Магичари: Тодор, Тркуља и Маскарели. Кућа Шећировића, 1969.[5]
- Стоцкхолм: Тодор Стевановић - Филип Буловић, Мариа галлериет, 25. април - 10. мај, 1970.[5]
- Ковин: Заједничка изложба београдских сликара Тркуље Радислава и Тодора Стевановића. Изложбена галерија, 3-19. октобра 1970.[5]
- Краљево: Стевановић Тодор и Тркуља Радислав. Раднички универзитет, 16-30. новембар, 1970.[5]
- Врњачка Бања: Дивергенти. Хол термалног купатила. 1. фебруар (са М. Јанковићем), 1970.[5]
- Врњачка Бања: Београд: Т. Стевановић и М. Јанковић пуштају у рад Модул дивергенти. Атеље 212, 30 јун, 1970.[5]
- Праг: [Т. Стевановић], Југословенска амбасада, мај, 1971.[5]
- Београд: Отворени атеље: сликари Радислав Тркуља, Тодор Стевановић. Галерија Дома омладине, март, 1971.[5]
- Београд: Тодор Стевановић, Радислав Тркуља: Сува планина. Ликовна галерија Културног центра Београда, 13-21 јун, 1973.[5]
- Херцег Нови: Тодор Стевановић и Стојко Стојковић. Галерија ”Јосип Бепо Бенковић”, 20-31. јул, 1974.[5]
- Сора (Данска): Тодор Стевановић, Филип Буловић и Зорица Буловић. Галерие Клеегалл, 7-30. новембар, 1974.[5]
- Ниш: Река. Луткарско позориште (на тему Аска и Вук), 1975.[5]
- Гутерслох (СР Немачка): [Тодор Стевановић]. Кунст Галерие Боттлер, 15-30 јун, 1977.[5]
- Ниш: Свечано отварање Луткарског позоришта, изложба у фоајеу, мај, 1978.[5]
- Београд: Тодор Стевановић. Ликовна Галерија Културног центра Београда, 18. септембар - 1. октобар, 1978.[5]
- Београд: Сусрет са Тодором Стевановићем и његовим сликама. Дом пионира, Црвена сала, 19. октобар, 1978.[5]
- Београд: Књижевни уторак: М. Павловић: Певање на виру. Дом омладине. Једновечерња изложба инспирисана Лепенским виром, 1978.[5]
- Београд: Тошина бара. Удружење књижевника Србије, октобар. Поводом 16. међународног октобарског сусрета писаца, 1979.[5]
- Београд: Тодор књига сериграфија (библиофилско издање). Галерија Графички колектив, 14-19. март, 1980.[5]
- Њујорк: Тодор М. Стевановић. Галлерy Лале спаце, 1-30 јун, 1980.[5]
- Обреновац: Самостална изложба Тодора Стевановића. Дом културе и спортова ”Обреновац”, 17-28. фебруар, 1983.[5]
- Ћуприја: Тодор Стевановић. Галерија Дома ЈНА, 13-23. септембар, 1987.[5]
- Сирогојно: Тодор Стевановић. Библиотека - галерија, март, 1988.[5]
- Београд: Тодор Стевановић Откривење Тодорово (сведочанство Тодорово о постојању или самобитности васељене): слике и објекти. Уметнички павиљон Цвијета Зузорић, 12. март - 5. април, 1992.[5]
- Београд: Пећина Тодорвова: Васељенске новине Тодорове. Дом ЈНА, 1993.[5]
- Београд: Награђени на Другом бијеналу 1995: Олга Јанчић, Тодор Стевановић. Галерија УЛУС, 20. новембар - 4. децембар. Трећи београдски бијенале цртежа и мале пластике, 1997.[5]
- Пожаревац: Тодор Стевановић. Народни музеј, септембар, 1998.[5]
- Венезиа: Ла Биеннале ди Венезиа XЛВИИИ еспосизионе интернатионале д'арте: Тодор & Терра. Павиглионе ди републица ди Југославиа, 12. гиугно - 7. новембре, 1999.[5]
- Београд: Светлост - линија Тодорова. Народни музеј, 2000.[5]
- Будва: Ја сам Тодор. Модерна галерија, јун-јул, 2000.[5]
- Никшић: Ја сам Тодор. Галерија Никола И, јул-август, 2000.[5]
- Рашка: Светлост - линија Тодорова. Галерија Центра за културу ”Градац”, 14-24. август, 2000.[5]
- Земун: Ја сам Тодор. Галерија 107, 9-23. март, 2001.[5]
- Београд: Тодор Стевановић: слике. Кафе Момент, 2001.[5]
- Шид: Космички врт Тодоров, ВИИИ Меморијал Саве Шумановића - сликар код сликара, Галерија слика ”Сава Шумановић”, 26. октобар - 26. новембар, 2005.[5]
- Београд: ”Београд - бела птица Паноније”, изложба уља,, Галерија Радио Телевизије Србије, 19. април - 19. мај, 2006.[5]
- Будва: Модерна галерија - слике (уља), август - септембар, 2007.[5]
- Ужице: Светлост - линија Тодорова - уља, Градска галерија Ужице и САНУ, август - септембар, 2008.[5]
- Београд: Галерија Српске академије наука и уметности, новембар 2010 - јануар 2011.
- Београд: Галерија 73, Ивер-слика, март 2017.
- Врњачка Бања: Светлост линија Тодорова, Замак културе, јун 2022
- Београд: Линија Тодорова - изложба цртежа, септембар-октобар 2022 у галерији Сањај
- Сомбор: Генеза - Велика галерија, изложба уља и Пећине Тодорове, мај-јун 2024, аутор изложбе проф.др Јерко Денегри
- Београд: Галерија РТС, ОКЕАН-ЕХО-ТОДОР, децембар 2024 - јануар 2025, аутори изложбе проф.др Јерко Денегри и Милица Вићић